# Kostel svatého Mikuláše (Lažiště)
Kostel svatého Mikuláše v Lažišti je kulturní památka a farní kostel římskokatolické farnosti Lažiště. Byl postaven v 1. polovině 13. století v románském slohu. Zdivo obdélné chrámové lodi, v jejíž západní části je románská tribuna nesená dvěma klenebními oblouky, které spočívají na hranolovém pilíři, je původní – z doby vzniku kostela. O něco později byla přistavěna raně gotická věž s úzkými hrotitými okénky. V 1. polovině 15. století byl ke kostelu přistaven polygonální (pětiboce uzavřený) presbytář (kněžiště) a severní kaple, později zasvěcená svatému Janu Nepomuckému, které mají žebrové klenby; v kapli jsou gotické nástěnné malby pašijového cyklu. Jižní kaple zasvěcená Panně Marii a okna v chrámové lodi jsou barokní.
Kostel sv. Mikuláše s kaplemi sv. Jana Nepomuckého a Panny Marie je cenným příkladem nejstarších dochovaných církevních staveb v regionu. Kostel tvoří zásadní část urbanistické struktury obce. Areál kostela s přilehlým hřbitovem s márnicí se nachází v obci na mírné vyvýšenině.
Zařízení kostela je z 1. poloviny 18. století s tím, že bylo upraveno v 19. století. Na barokní hlavní oltář byly v 19. století přidány nové plastiky.

## Stavební fáze
Jedná se o původní pozdně románský a raně gotický kostel z 2. poloviny 13. století. Přesněji určit dobu vzniku nejstarší části kostela v Lažišti nemůžeme. Byla patrně zbudována ještě před pokročilejší první polovinou 13. století, kdy se na českém jihu objevily první známky gotiky. Lze proto říci, že nejspíš vznikla ve třetím nebo čtvrtém desetiletí 13. věku. Do tohoto století lze datovat zdivo lodi, věž a portál na jižní straně. V první polovině 15. století byl přistaven presbytář (dnešní kaple sv. Jana Nepomuckého). Menší stavební úpravy proběhly v 19. století. Z nejstarší stavební fáze se dochovala hmotná klenba tribuny na západní straně kostela a úzká hrotitá okna ve zdivu raně gotické věže.

## Stavební podoba
Kostel sv. Mikuláše v Lažišti je jednolodní stavba s krátkou lodí, s dlouhým a odděleným presbytářem, s kaplí sv. Jana Nepomuckého na severní a kaplí Panny Marie na jižní straně. Sakristie je na severní straně lodi a předsíň na jižní straně lodi. Věž je představena před jihozápadním nárožím. Na jižní straně věže je lomené úzké trojlisté okno. Presbytář je zaklenut křížovou klenbou, žebra jsou hruškovitého profilu. Na klenbě v závěru jsou malby andělů druhé poloviny 14. století. Na severní straně presbytáře je sedlový profilovaný výklenek sanktuáře, s trojbokým vimperkem s rostlinným dekorem, završený fiálou. Kaple sv. Jana Nepomuckého je otevřena do presbytáře širokým, hrotitým obloukem, je zaklenutá křížovým žebrovým polem, stejným typem klenby jako v presbytáři. Na východní a západní stěně a na stropě jsou figurální nástěnné malby pašijového cyklu z 2. poloviny 14. století. V západní stěně kaple je portálek vedoucích do sakristie.